# A Shot of Rhythm and Blues
A Dose of Rhythm and Blues è un brano composto da Terry Thompson ed originariamente interpretato da Arthur Alexander. Inizialmente pubblicato negli States nel 1961, in Gran Bretagna uscì l'anno seguente come lato B di You Better Move On.

## Covers

### I Beatles
Una cover del pezzo è stata registrata dai Beatles. La band britannica, che aveva già registrato Anna di Alexander, aveva occasionalmente interpretato la canzone, la incise tre volte per la BBC:
- il 1º giugno 1963, al BBC Paris Studio di Londra; questa versione venne trasmessa per la prima volta sulla trasmissione Pop Go the Beatles.
- il 17 luglio dello stesso anno, al Playhouse Theatre di Londra; venne trasmessa per la prima volta sulla trasmissione Easy Beat quattro giorni dopo, e presenta un arrangiamento più lento e bluesy; è l'unica versione che venne registrata di fronte ad un audience.
- il 1º giugno dello stesso anno, al Playhouse Theatre di Manchester; venne trasmessa per la prima volta sulla trasmissione Pop Go the Beatles il 27 dello stesso mese[1].

Quest'ultima versione è stata inclusa sull'album Live at the BBC. Robert Christgau ha giudicato il pezzo come una delle covers migliori del disco. Paul McCartney ha affermato che il brano era uno di quelli che non erano particolarmente di moda, come You've Really Got a Hold on Me, mentre Ringo Starr ha detto che il pezzo è uno dei migliori del disco ed un "classico intramontabile".
Anche il cantautore e musicista nordirlandese Van Morrison ha inciso il brano, poi pubblicato nel 2000 nel suo album You Win Again (Van Morrison e Linda Gail Lewis).

#### Formazione
- John Lennon: voce, chitarra ritmica
- Paul McCartney: armonie vocali, basso elettrico
- George Harrison: armonie vocali, chitarra solista
- Ringo Starr: batteria[1]

### Altre covers
- Johnny Kidd and the Pirates - 1962
- Gerry and the Pacemakers - 1963
- Vince Taylor - 1964
- Clyde McPhatter - 1966
- The Flamin' Groovies - 1972; il titolo è stato modificato in Get a Shot of Rhythm & Blues
- Dave Edmunds - 1974; il titolo è stato modificato in Need a Shot of Rhythm and Blues
- Suzi Quatro - 1974
- Chris Spedding - 1980
- Cilla Black - 1997
- Van Morrison & Linda Gail Lewis - 2000[4]